# Ceven TV
Ceven TV est une chaîne de télévision locale privée du grand Alès (Gard).
Le dossier d’autorisation d’émettre pour Ceven TV a été accepté par le CSA pour une période allant du 15 juillet 2005 au 14 avril 2006.
Elle est gérée par l'association éponyme immatriculée Siren 481-909-067.